# Fausta (cràter)
Fausta és un cràter amb coordenades planetocèntriques de -25.09 ° de latitud nord i 100.15 ° de longitud est, sobre la superfície de l'asteroide del cinturó principal (4) Vesta. Fa 3.14 km de diàmetre. El nom adoptat com a oficial per la UAI el cinc de febrer de 2014. fa referència a Fausta, una augusta romana.